# Шаперон (головний убір)

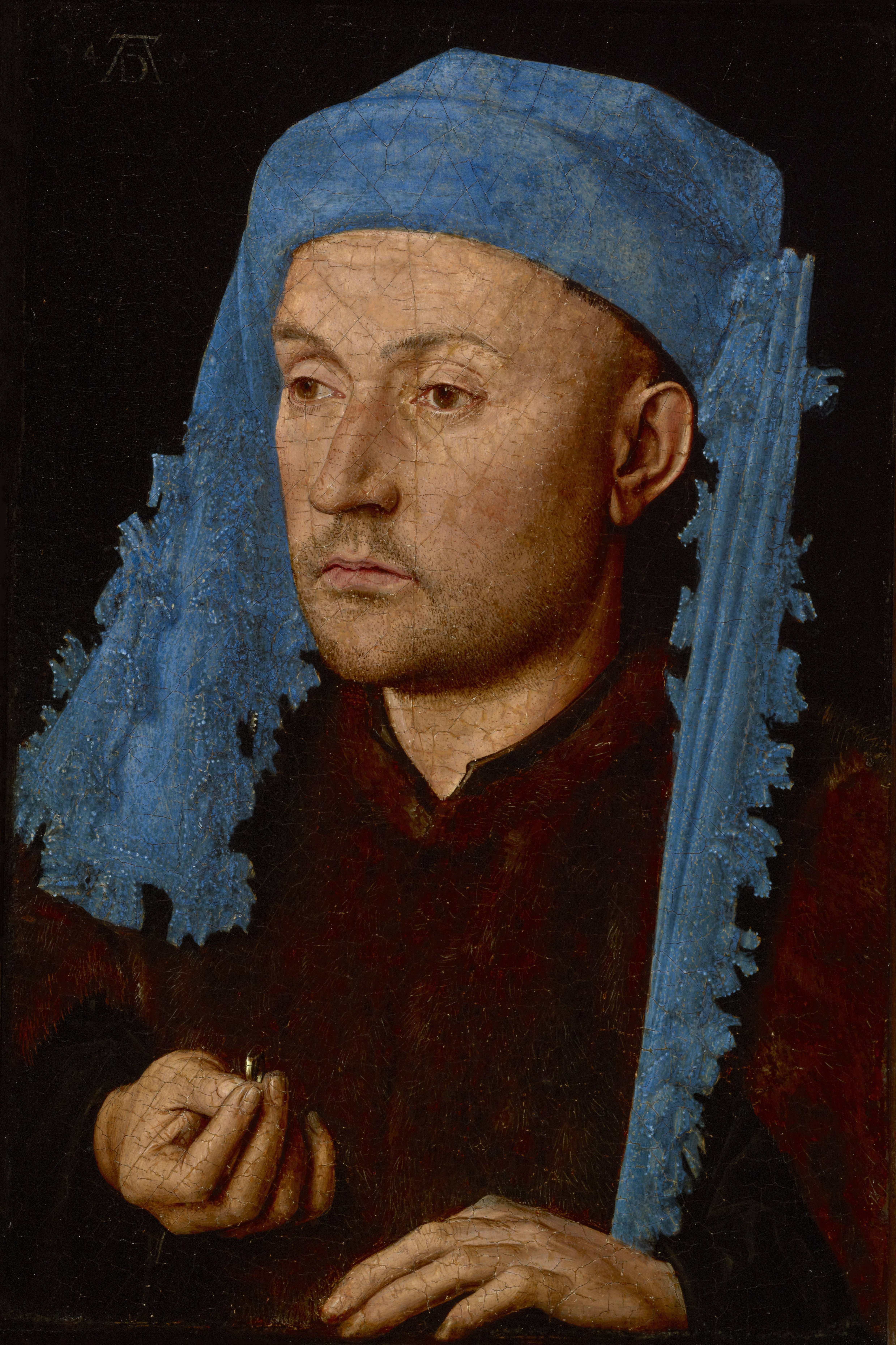
Ян ван Ейк "Чоловік в синьому шапероні"

Шаперон (фр. chaperon) — головний убір середньовіччя. Уявляє собою каптур з пелериною та шликом. Шаперон одягали на голову подібно як каптур або отвором для обличчя на голову.